# Claude Mique
Claude-Nicolas Mique dit La Douceur est un architecte lorrain du XVIIIe siècle né à Nancy le 19 septembre 1714, et mort dans la même ville le 8 avril 1796.

## Biographie
Claude Nicolas Mique est le fils de Renaud Mique (1680-1732) et le cousin de Richard Mique. 
Architecte du roi de Pologne Stanislas Leszczynski, inspecteur des bâtiments de la ville de Nancy depuis 1762. Il a aussi été l'entrepreneur des chantiers lorrains de son cousin. En 1749, il a construit les bâtiments des écoles de la Doctrine chrétienne, la salle de comédie et de concert dans l'ancienne salle de l'Opéra de Nancy. Il a transformé l'hôtel de Beauvau-Craon que le roi Stanislas avait acquis en 1751 pour y installer les juridictions de la ville. Il a conduit les travaux de l'intendance élevée sur les plans d'Emmanuel Héré, en 1762. La même année il construit les portes Sainte-Catherine et Stanislas sur les plans de son cousin.
En 1763, il a inventé une machine à poser des tuyaux au fond de la Meurthe pour amener de l'eau douce à Nancy. Il a bâti comme adjudicataire une grande caserne en 1765 sur les plans de Richard Mique. On lui doit également la construction du bâtiment des halles en 1769. 
Il a fait les travaux de construction de la base du mausolée du roi de Pologne dans l'église de Bonsecours, en 1776. Il a dessiné les plans de l'église de l'abbaye Saint-Paul de Verdun, en 1785. À partir de 1786, il a construit avec l'ingénieur François-Michel Lecreulx l'hôtel de ville de Pont-à-Mousson.
Il a réalisé un plan de Nancy en 1778.  Il a établi le plan de l'ordonnancement des maisons à construire sur la place Stanislas.
Il a obtenu le droit de sépulture pour lui et sa famille dans l'église Saint-Joseph des Prémontrés de Nancy qu'il a achevée, en 1759.

## Famille
Il a été marié en 1745 avec Jeanne Tannier dont il a eu :
- Marie Jeanne Mique (1745- ), mariée en 1770 avec Sébastien Hubert Guillaume,
- Louis-Joseph Mique (Pont-Saint-Vincent, 1752-Nancy, 1822), architecte de la ville de Nancy.
- Catherine Mique (1754-1775),
- Philippe Adrien Mique (1756-1799),
- Joseph Mique (Nancy, 1757-Charmes, 1816)[3],[4], avocat et maire de Nancy, du 11 février 1814 au 29 avril 1814, préfet de la Meurthe du 2 mai 1814 au 23 mars 1815, mort accidentellement à Charmes l'année suivante.
- Monique Mique (1760-1822),
- Anne Victoria Mique (1761- ).

## Réalisations

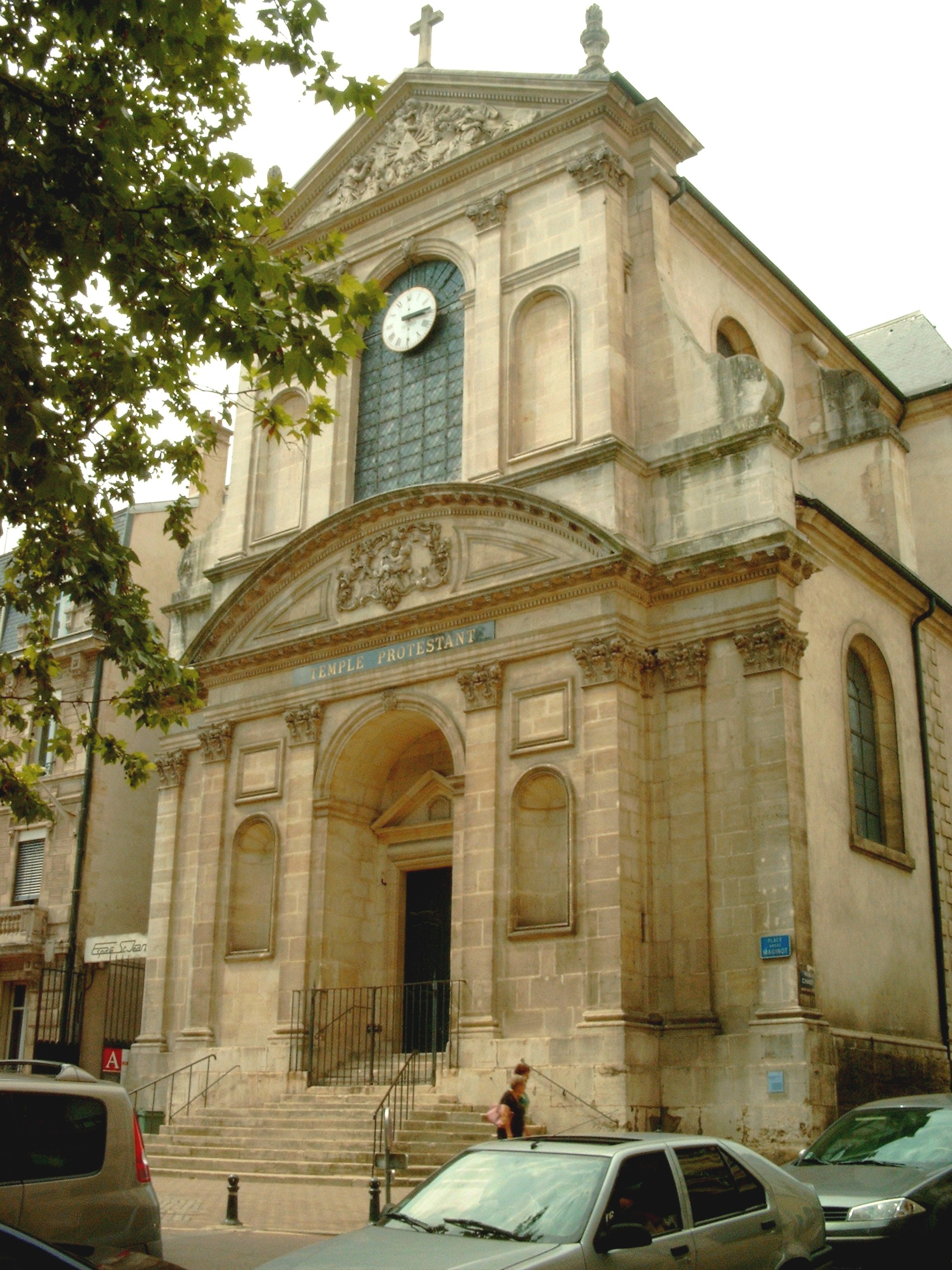
Abbaye prémontrée Saint-Joseph, devenue temple protestant de Nancy.

Moins célèbre que Richard, il laissa cependant des œuvres de qualité, en Lorraine ducale surtout :
- Hôtel de ville de Vézelise,
- achèvement de l'abbaye prémontrée Saint-Joseph de Nancy (1759),
- l'Hôtel de ville de Pont-à-Mousson (1786 à 1791) avec l'ingénieur François-Michel Lecreulx.